# Giro del Delfinato 1963
Il Giro del Delfinato 1963, diciassettesima edizione della corsa, si svolse dal 3 al 9 giugno su un percorso di 1441 km ripartiti in 7 tappe (la sesta suddivisa in due semitappe), con partenza a Évian-les-Bains e arrivo a Grenoble. Fu vinto dal francese Jacques Anquetil della Saint-Raphaël davanti agli spagnoli José Perez Frances e Fernando Manzaneque.

## Tappe
| Tappa  | Data     | Percorso                               | km   | Vincitore di tappa | Leader cl. generale |
| ------ | -------- | -------------------------------------- | ---- | ------------------ | ------------------- |
| 1ª     | 3 giugno | Évian-les-Bains > Annemasse            | 187  | Pierre Everaert    | Pierre Everaert     |
| 2ª     | 4 giugno | Annemasse > Lione                      | 236  | Rik Van Looy       | Henri Anglade       |
| 3ª     | 5 giugno | Bourgoin-Jallieu > Villard-de-Lans     | 202  | José Perez Frances | José Perez Frances  |
| 4ª     | 6 giugno | Villard-de-Lans > Gap                  | 234  | Jean Stablinski    | José Perez Frances  |
| 5ª     | 7 giugno | Gap > Avignone                         | 194  | Rik Van Looy       | José Perez Frances  |
| 6ª-1ª  | 8 giugno | Avignone > Bollène (cron. individuale) | 38   | Jacques Anquetil   | Jacques Anquetil    |
| 6ª-2ª  | 8 giugno | Bollène > Romans-sur-Isère             | 136  | Frans Brands       | Jacques Anquetil    |
| 7ª     | 9 giugno | Romans-sur-Isère > Grenoble            | 214  | Dieter Puschel     | Jacques Anquetil    |
| Totale | Totale   | Totale                                 | 1441 |                    |                     |

## Dettagli delle tappe

### 1ª tappa
- 3 giugno: Évian-les-Bains > Annemasse – 187 km

| Pos. | Corridore       | Squadra       | Tempo |
| ---- | --------------- | ------------- | ----- |
| 1    | Pierre Everaert | Saint-Raphaël |       |
| 2    | Henri Anglade   | Pelforth      |       |
| 3    | Ludo Janssens   | GBC           |       |

| Pos. | Corridore       | Squadra       | Tempo |
| ---- | --------------- | ------------- | ----- |
| 1    | Pierre Everaert | Saint-Raphaël |       |

### 2ª tappa
- 4 giugno: Annemasse > Lione – 236 km

| Pos. | Corridore          | Squadra       | Tempo |
| ---- | ------------------ | ------------- | ----- |
| 1    | Rik Van Looy       | GBC           |       |
| 2    | José Perez Frances | Ferrys        |       |
| 3    | Jacques Anquetil   | Saint-Raphaël |       |

| Pos. | Corridore     | Squadra  | Tempo |
| ---- | ------------- | -------- | ----- |
| 1    | Henri Anglade | Pelforth |       |

### 3ª tappa
- 5 giugno: Bourgoin-Jallieu > Villard-de-Lans – 202 km

| Pos. | Corridore           | Squadra | Tempo |
| ---- | ------------------- | ------- | ----- |
| 1    | José Perez Frances  | Ferrys  |       |
| 2    | Angelino Soler      | Faema   |       |
| 3    | Fernando Manzaneque | Ferrys  |       |

| Pos. | Corridore          | Squadra | Tempo |
| ---- | ------------------ | ------- | ----- |
| 1    | José Perez Frances | Ferrys  |       |

### 4ª tappa
- 6 giugno: Villard-de-Lans > Gap – 234 km

| Pos. | Corridore           | Squadra       | Tempo |
| ---- | ------------------- | ------------- | ----- |
| 1    | Jean Stablinski     | Saint-Raphaël |       |
| 2    | Federico Bahamontes | Margnat       |       |
| 3    | Willy Schroeders    | GBC           |       |

| Pos. | Corridore          | Squadra | Tempo |
| ---- | ------------------ | ------- | ----- |
| 1    | José Perez Frances | Ferrys  |       |

### 5ª tappa
- 7 giugno: Gap > Avignone – 194 km

| Pos. | Corridore       | Squadra       | Tempo |
| ---- | --------------- | ------------- | ----- |
| 1    | Rik Van Looy    | GBC           |       |
| 2    | Jean Stablinski | Saint-Raphaël |       |
| 3    | Jean Graczyk    | Margnat       |       |

| Pos. | Corridore          | Squadra | Tempo |
| ---- | ------------------ | ------- | ----- |
| 1    | José Perez Frances | Ferrys  |       |

### 6ª tappa - 1ª semitappa
- 8 giugno: Avignone > Bollène (cron. individuale) – 38 km

| Pos. | Corridore           | Squadra       | Tempo |
| ---- | ------------------- | ------------- | ----- |
| 1    | Jacques Anquetil    | Saint-Raphaël |       |
| 2    | Jean-Claude Lebaube | Saint-Raphaël |       |
| 3    | Jef Planckaert      | Faema         |       |

| Pos. | Corridore        | Squadra       | Tempo |
| ---- | ---------------- | ------------- | ----- |
| 1    | Jacques Anquetil | Saint-Raphaël |       |

### 6ª tappa - 2ª semitappa
- 8 giugno: Bollène > Romans-sur-Isère – 136 km

| Pos. | Corridore      | Squadra | Tempo |
| ---- | -------------- | ------- | ----- |
| 1    | Frans Brands   | Faema   |       |
| 2    | Willy Derboven | GBC     |       |
| 3    | Eddy Pauwels   | Wiel's  |       |

| Pos. | Corridore        | Squadra       | Tempo |
| ---- | ---------------- | ------------- | ----- |
| 1    | Jacques Anquetil | Saint-Raphaël |       |

### 7ª tappa
- 9 giugno: Romans-sur-Isère > Grenoble – 214 km

| Pos. | Corridore           | Squadra     | Tempo |
| ---- | ------------------- | ----------- | ----- |
| 1    | Dieter Puschel      | Ruberg-Liga |       |
| 2    | Raymond Poulidor    | Mercier     |       |
| 3    | Fernando Manzaneque | Ferrys      |       |

| Pos. | Corridore           | Squadra       | Tempo     |
| ---- | ------------------- | ------------- | --------- |
| 1    | Jacques Anquetil    | Saint-Raphaël | 40h07'16" |
| 2    | José Perez Frances  | Ferrys        | a 1'19"   |
| 3    | Fernando Manzaneque | Ferrys        | a 2'14"   |

## Classifiche finali

### Classifica generale
| Pos. | Corridore               | Squadra               | Tempo     |
| ---- | ----------------------- | --------------------- | --------- |
| 1    | Jacques Anquetil        | Saint-Raphaël         | 40h07'16" |
| 2    | José Perez Frances      | Ferrys                | a 1'19"   |
| 3    | Fernando Manzaneque     | Ferrys                | a 2'14"   |
| 4    | Angelino Soler          | Faema-Flandria        | a 2'15"   |
| 5    | Federico Bahamontes     | Margnat-Paloma-Dunlop | a 4'48"   |
| 6    | Jean-Claude Lebaube     | Saint-Raphaël         | a 5'12"   |
| 7    | Louis Rostollan         | Saint-Raphaël         | a 8'02"   |
| 8    | Anatole Novak           | Saint-Raphaël         | a 9'37"   |
| 9    | Antonio Gómez del Moral | Faema-Flandria        | a 10'24"  |
| 10   | Jef Planckaert          | Faema-Flandria        | a 10'57"  |